# Castillo de Olite
O Castillo de Olite era um navio a vapor mercante, que foi afundado pelas baterias de defesa costeiras de Cartagena nos últimos dias da Guerra Civil Espanhola, enquanto  transportava 2.112 soldados nacionalistas espanhóis.

## História
O navio foi construído em 1921 pelo Droog Rotterdam, na Holanda. Seu primeiro nome entre 1921 e 1929 foi Zaandijk, e ela serviu como um navio mercante na empresa holandesa Solleveld Van der Meer & Van TH Hattum, para o transporte de mercadorias para Java e Sumatra.
O navio foi vendido e rebatizado Akedemik Paulo entre 1929 e 1932, e depois revendidos para Nederlandsch Lloyd, que renomeou para Zwaterwater, onde serviu entre 1932 e 1936.
Em 1936 ela foi vendida para a União Soviética, onde foi rebatizado Postishev em homenagem a um político ucraniano comunista, Pavel Postyshev  Em 31 de Maio de 1938, ela foi apreendida no Estreito de Gibraltar pelo navio Nacionalista Vicente Puchol, enquanto o transporte de um carregamento de carvão.
Ela foi incorporado na Marinha nacionalista espanhola como o Castelo de Olite, e armado com um canhão Vickers de 120 milímetros e uma Nordenfeldt de 57 milímetros.

## Afundamento
Nos últimos dias da Guerra Civil Espanhola, Cartagena era um dos últimos redutos republicanos, e que abrigavam a maior parte da frota republicana. Quando uma rebelião anti-comunista eclodiu, os nacionalistas decidiram enviar reforços, porque a conquista de Cartagena e a captura da frota republicana certamente traria o fim da guerra mais rapidamente.
Com menos de 48 horas de preparação os nacionalistas enviaram de Castellón de la Plana e Málaga um comboio de 16 navios, com mais de 20.000 tropas. O comboio era composto pelos caça-minas Júpiter, Marte e Vulcano, os cruzadores auxiliares Lázaro, Jaime I, Domine e JJ Sister, e os transportes Castillo de Olite, San Sebastián, Castillo de Peñafiel, Gibraltar, Monforte, Mombeltrán, Huertas, Montealegre e Simancas.
A frota republicana tinha deixado Cartagena para Oran, na Argélia, mas a brigada Republicana 206 haviam retomado o porto e as suas baterias de defesa costeiras, evitando assim o desembarque nacionalista.
Os navios nacionalistas se retiraram, exceto o Castillo de Olite, que não tinha recebido a ordem de voltar, porque o rádio estava fora de funcionamento. Enquanto se aproximava do porto, ela foi atingida por três rodadas de 381mm  a partir de uma bateria costeira e afundou logo depois, partido-se em dois.
Dos 2.112 homens a bordo, 1.476 morreram, 342 ficaram feridas e 294 foram feitos prisioneiros, depois de serem resgatados por pescadores locais e pelo faroleiro, Santiago Saavedra, e sua esposa, Carmen Hevia.

Esta foi a maior perda da vida por naufrágio de um único navio na história da Espanha.